# Felsőmélyesd
Felsőmélyesd (szlovákul Horné Hlboké) Mélyesd településrésze, korábban önálló falu Szlovákiában, a Zsolnai kerületben, a Nagybiccsei járásban.

## Fekvése
Nagybiccsétől 3 km-re keletre, a Vág bal oldalán fekszik. Mélyesd déli részét képezi.

## Története
1347-ben említik először „Holoboka” néven, a Hlobokay és Hrabovszky család birtoka volt. 1464-ben „Hlwbok”, 1467-ben „Hlwboke” alakban szerepel a korabeli forrásokban. 1598-ban 8 háza, 1784-ben 19 háza és 155 lakosa volt.
A 18. század végén Vályi András így ír róla: „Alsó, felső Hlboke, Hluboka. Tót faluk Trentsén Várm. földes Uraik több Uraságok, lakosai katolikusok, fekszenek Szenitznek vagy Szénásfalunak szomszédságában, Predmirhez sem meszsze, legelőjök, fájok van, földgyeik nehezen miveltetnek, híres gyapjokból szép hasznok van.”
1828-ban 28 házában 213 lakos élt.
Fényes Elek 1851-ben kiadott geográfiai szótárában így ír a faluról: „Hlboke (Felső), tót falu, Trencsén vmegyében: 200 kath. lak., Alsó-Hricsó fiókja. F. u. h. Eszterházy.”
1910-ben 217, túlnyomórészt szlovák lakosa volt. A trianoni békéig Trencsén vármegye Vágbesztercei járásához tartozott.
Felsőmélyesdet 1960-ban egyesítették Alsómélyesddel.

## Külső hivatkozások
- Mélyesd Szlovákia térképén

## Lásd még
- Mélyesd
- Alsómélyesd